# Vilnogirsk
Vilnogirsk (en ucraniano: Вільногірськ, romanizado: Vilnohirsk) es una ciudad ucraniana perteneciente al óblast de Dnipropetrovsk. Situada en el centro del país, es parte del raión de Kamianské y centro del municipio (hromada) homónimo.

## Toponimia
El nombre del lugar en ruso es Volnogorsk (en ruso: Вольногорск).

## Geografía
Vilnogirsk está situada a orillas del río Samotkan, a 74 kilómetros al oeste de Dnipró.

## Historia
Vilnogirsk fue fundada el 12 de agosto de 1956 en el marco de la explotación de un importante yacimiento de metales pesados y se llamó provisionalmente "BMOu-9 Dniprotiajboud". El 16 de junio de 1958 recibió el nombre de Vilnogirsk por el cercano Vilni Jutori (en ucraniano: Вільні Хутори) y el estatuto de ciudad. En 1965, Vilnogirsk se convirtió en centro administrativo de un raión.
En 1990, Vilnogirsk fue clasificada como ciudad de importancia regional del óblast de Dnipropetrovsk. En noviembre de 2008, la planta refractaria de circonio fue declarada en quiebra.
Vilnogirsk fue una ciudad de importancia regional hasta 2020, año en el que se hizo una reforma administrativa que redujo el número de raiones del óblast de Dnipropetrovsk a siete, y la ciudad pasó a ser parte del raión de Kamianské.

## Demografía
La evolución de la población de Vilnogirsk entre 1959 y 2022 fue la siguiente:
| 1140                                                          | 19 419 | 22 626 | 24 620 | 23 782 | 23 894 | 23 735 | 18 944 | 22 979 | 22 079 |
| (Fuente: Cities & Towns of Ukraine y UKRAINE: Größere Städte) |        |        |        |        |        |        |        |        |        |

Según el censo de 2001, el 85,82% de la población son ucranianos y el 12,66% son rusos. En cuanto al idioma, la lengua materna de la mayoría de los habitantes, el 81,35%, es el ucraniano; del 18,26% es el ruso.

## Economía
Vilnogirsk es (junto con Irshansk) el centro de la industria ucraniana del mineral de titanio.La economía de la ciudad está dominada por la Combinación Minera y Metalúrgica de Vilnogirsk, fundada en 1956 para la explotación de un yacimiento de metales pesados: circón, rutilo e ilmenita.

## Infraestructura

### Transporte
Por la ciudad pasan las autopistas T-0415 y T-0423, así como la estación de tren de Vilnogirsk en la línea Verjívtseve-Piatijatki.

## Galería

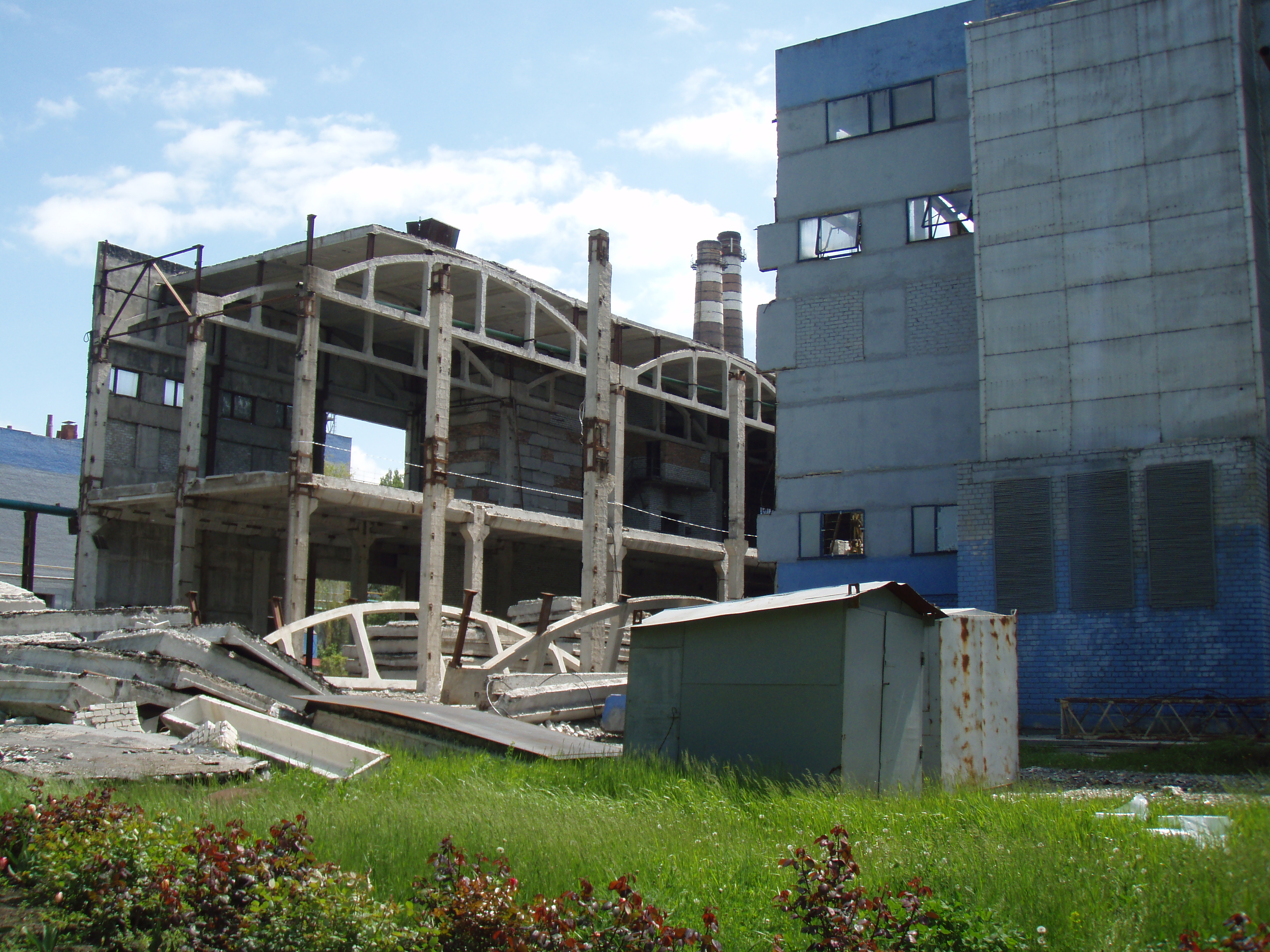
Reconstrucción de una antigua fábrica
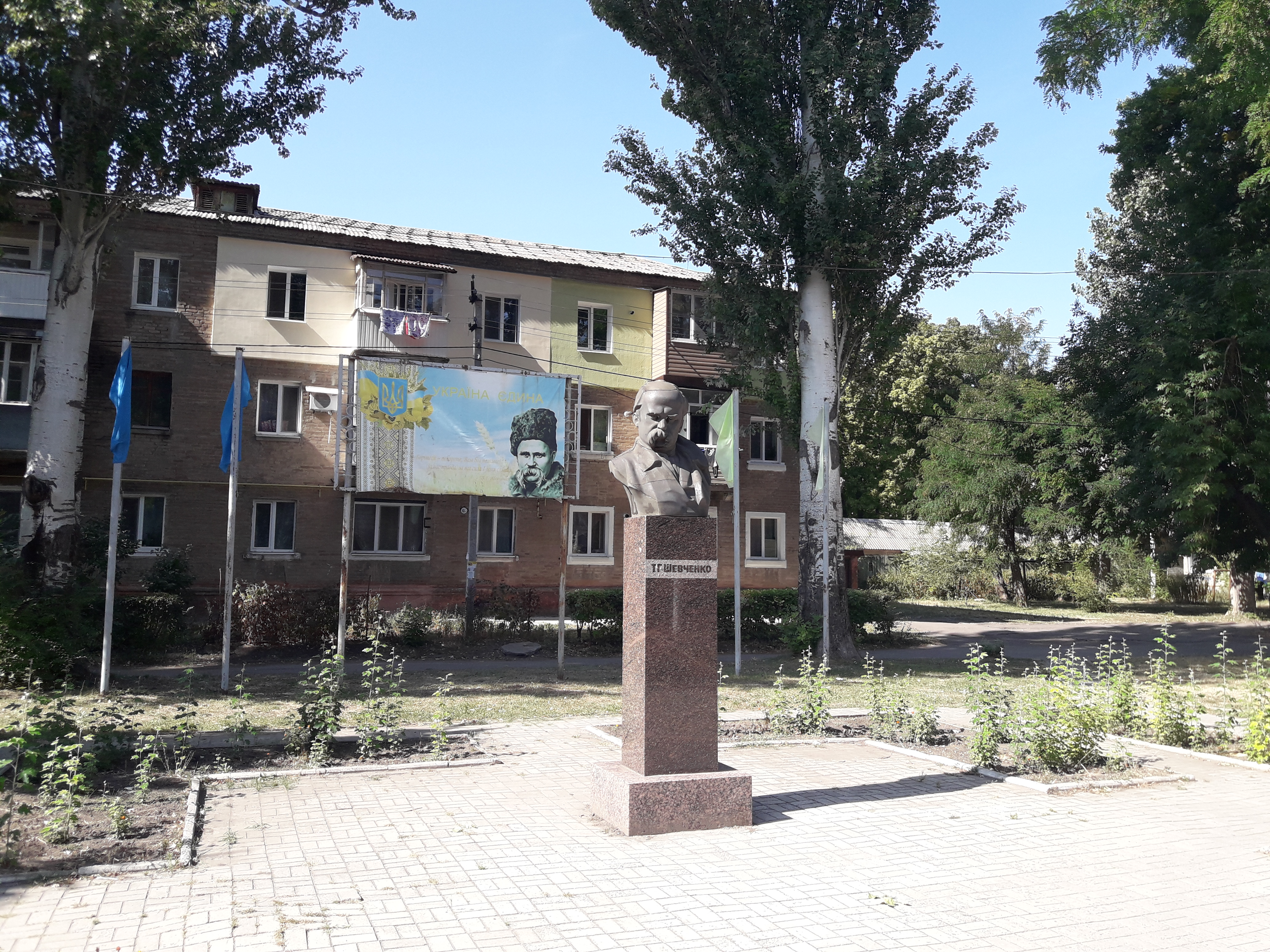
Monumento a Tarás Shevchenko
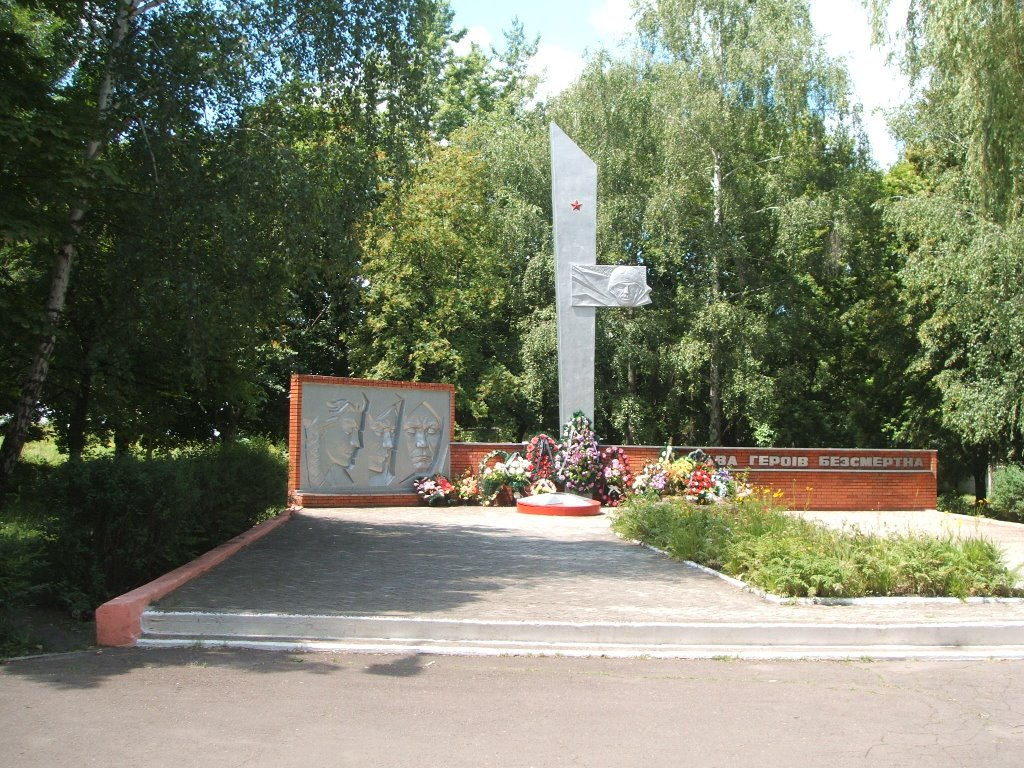
Memorial soviético de la Segunda Guerra Mundial